# Wegwielrennen op de Paralympische Zomerspelen 2020 - Tijdrit vrouwen B
De tijdrit vrouwen B bij het wegwielrennen tijdens de XVIe Paralympische Zomerspelen, vond plaats op de Fuji Speedway een racecircuit in de Japanse prefectuur Shizuoka.

## Uitslag
| #      | rensters                                      | rensters | tijd     | tijd     |
| ------ | --------------------------------------------- | -------- | -------- | -------- |
| Goud   | Katie-George Dunlevy Eve McCrystal pilote     | IRL      | 47:32.07 |          |
| Zilver | Lora Fachie Corrine Hall pilote               | GBR      | 48:32.06 | +59.99   |
| Brons  | Louise Jannering Anna Svärdström pilote       | SWE      | 49:36.06 | +2:03.99 |
| 4      | Dominiką Putyrą Ewa Bańkowska pilote          | POL      | 49:45.17 | +2:13.10 |
| 5      | Sophie Unwin Jenny Holl pilote                | GBR      | 49:59.85 | +2:27.78 |
| 6      | Justyna Kiryła Aleksandra Tecław pilote       | POL      | 51:09.21 | +3:37.14 |
| 7      | Griet Hoet Anneleen Monsieur pilote           | BEL      | 52:07.58 | +4:35.51 |
|        | Nur Azlia Syafinaz Nurul Suhada Zainal pilote | MAS      | DNF      | DNF      |